# SN 2005hh
SN 2005hh – supernowa typu Ia odkryta 20 października 2005 roku w galaktyce A041305-2504. W momencie odkrycia miała maksymalną jasność 19,30m.